# Sinagoga de Gorizia
La sinagoga de Gorizia es una sinagoga italiana que data del siglo XVIII y se encuentra en la ciudad de Gorizia, en la via Graziadio Isaia Ascoli.

## La sinagoga
La sinagoga de Gorizia está ubicada en la zona del antiguo gueto, hoy vía Graziadio Isaia Ascoli, dedicada al lingüista hebreo de Gorizia. Construida en 1756, sustituyó a un oratorio que se erigió provisionalmente en 1699 como lugar de oración comunitaria.
Se accede a la sinagoga a través de una entrada de doble arco con portales de madera coronados por las Tablas de la ley y una estrella de ocho puntas, que conduce a un pequeño patio. El acceso actual es el resultado de una reestructuración realizada en 1894, obra del ingeniero Emilio Luzzatto, mientras que anteriormente la sinagoga estaba encerrada entre las casas circundantes. En el patio hay una Menorá (candelabro judío) estilizada donada por el escultor Simon Benetton y una placa en memoria de los judíos deportados de Gorizia el 23 de noviembre de 1943 .
Desde el atrio de la planta baja, que ahora alberga el museo judío, se sube al templo ubicado en el primer piso. Donado al municipio después de que la comunidad judía de Gorizia se hubiera agregado a la de Trieste en 1969 y el templo, que ya no estaba abierto al culto, hubiera caído en descuido. La sinagoga fue restaurada en 1984, respetando plenamente el estilo y la estructura original .
La sala, presidida por la galería del balcón de madera, está iluminada por grandes ventanales y dos candelabros de hierro forjado. El tabernáculo (Aron-Ha-Kodesh/ Armario Sagrado) de estilo barroco, con cuatro columnas retorcidas de mármol negro, está rodeado por una fina balaustrada de hierro forjado del siglo XVIII y dorada. En el lado alto de la habitación está la bimah, el púlpito elevado de madera. Un atril, cuatro grandes candelabros y bancos plegables completan el mobiliario del templo, que es de rito asquenazí.

## El museo judío

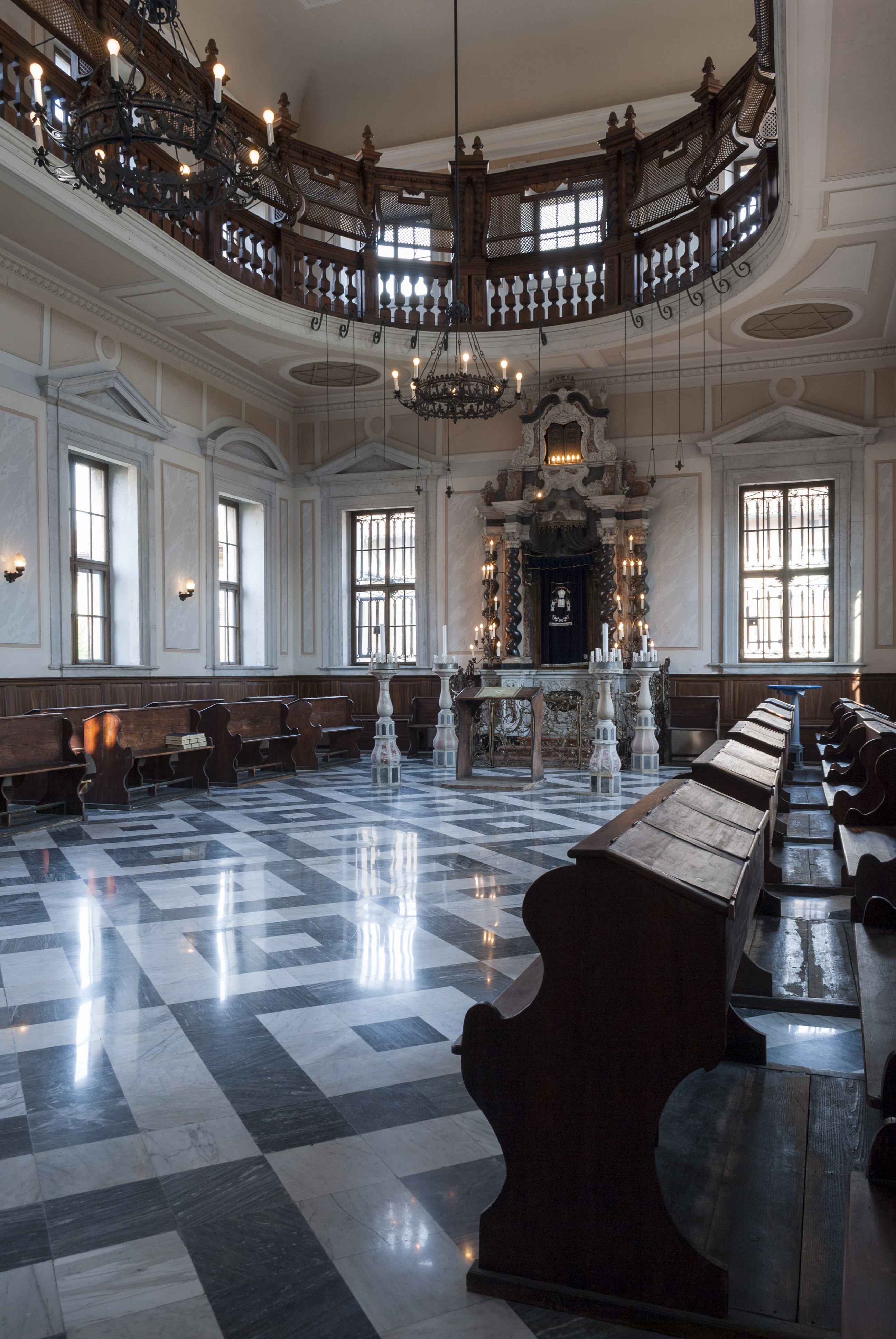
Una vista interior de la sinagoga.

En 1998 se ha instalado en la planta baja del edificio el moderno museo judío titulado "Jerusalén en el Isonzo", donde ilustra la historia del pueblo de Israel desde los tiempos bíblicos hasta la diáspora con una descripción de sus ritos y tradiciones.
Una sección del museo está dedicada a la historia de la comunidad judía de Gorizia y narra acerca del más antiguo asentamiento judío medieval, el nacimiento del gueto en el siglo XVII, la participación de los judíos en la vida económica y social de Gorizia hasta el drama de la deportación. Algunos paneles están dedicados a personalidades ilustres: los rabinos Abramo Vita Reggio e Isacco Samuele Reggio, el glotólogo Graziadio Isaia Ascoli, la periodista Carolina Luzzatto, el filósofo Carlo Michelstaedter, el periodista y escritor Enrico Rocca, el pintor Vittorio Bolaffio .
La estructura del museo es principalmente didáctica, con paneles ilustrados y vitrinas en las que se exponen los escasos objetos originales recuperados tras la sustracción del mobiliario durante la Segunda Guerra Mundial.
Una sala del museo está dedicada a las muy significativas obras pictóricas del filósofo Carlo Michelstaedter (1887-1910 ), en depósito permanente por el Fondo Carlo Michelstaedter.
Los materiales preparados para la visita de la sinagoga están disponibles para personas ciegas y deficientes visuales.
En el museo se llevan a cabo exposiciones temporales dedicadas al judaísmo y a Israel. Las citas anuales se organizan con motivo del Día del Recuerdo (27 de enero), el Día Europeo de la Cultura Judía (primer domingo de septiembre), en el aniversario de la deportación de los judíos de Gorizia (23 de noviembre).
Las actividades y visitas son gestionadas por la Asociación de Amigos de Israel de Gorizia en nombre del Municipio de Gorizia .

## Artículos relacionados
- Gorizia
- Comunidad judía de Gorizia
- Lista de sinagogas en Italia

## Otros proyectos
- Wikimedia Commons contiene imágenes u otros archivos de la sinagoga di Gorizia